# Onchidella souriei
Onchidella souriei is een slakkensoort uit de familie van de Onchidiidae. De wetenschappelijke naam van de soort is voor het eerst geldig gepubliceerd in 1955 door Gabe & Prenant.